# Пляц Банковий (Варшава)
Пляц Банко́вий (пол. Plac Bankowy — Банкова площа) — площа в центрі Варшави.
В роках 1951—1989 мала назву пляц Дзержинськєґо, на честь соціалістичного діяча Фелікса Дзержинського. На місті його пам'ятника тепер стоїть пам'ятник Словацькому.
Площа повстала в 1826 році за часів Польського царства, як площа, на якій мали бути зосереджені будинки найважливіших інституцій держави.
Сьогодні пляц Банкови починається на розі алеї «Солідарності», вулиці Маршалковської, і генерала Андерса, а закінчується при вулицях Електоральній та Сенаторській.
Перед війною в західній частині площу знаходилась окрема вулиця Римарська, забудова якої була повністю знищена під час Другої Світової. Під час війни знищена була також Велика Синагога. Зараз її місце займає Блакитний хмарочос і вхід до станції метро Ратуш Арсенал.

## Галерея

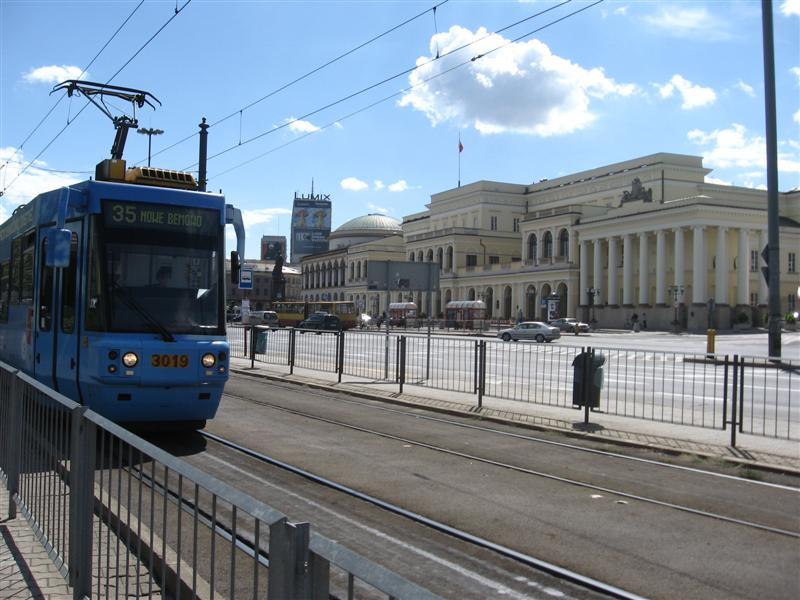
Трамвай на площі
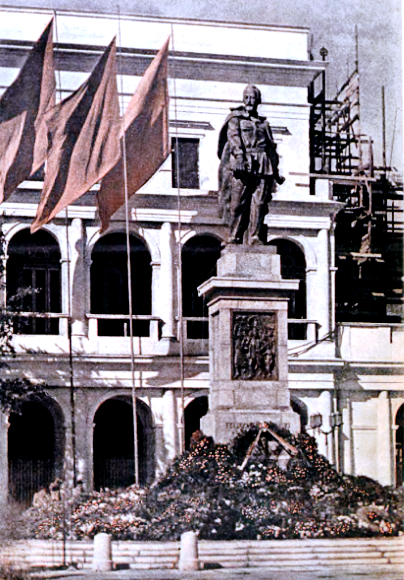
Пам'ятник Дзержинського за часів ПНР
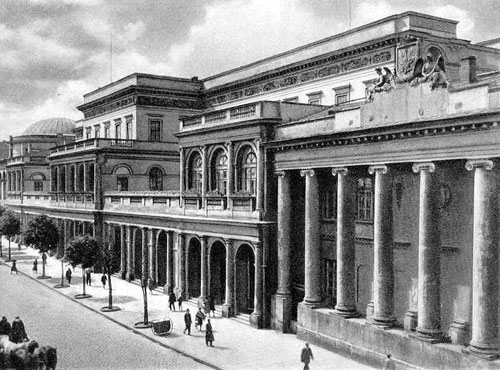
Площа перед війною
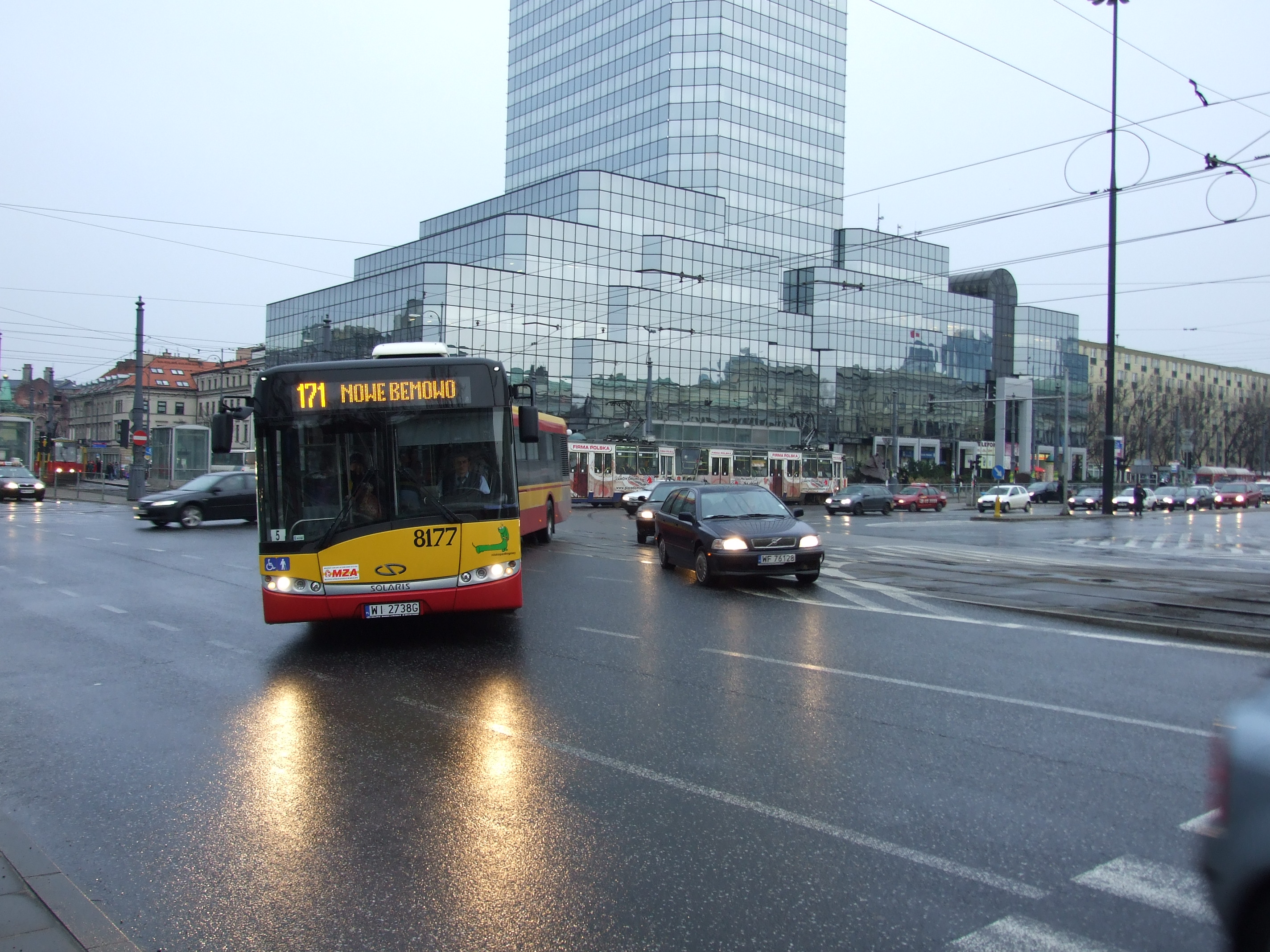
Блакитний хмарочос